# Jennifer Weiß

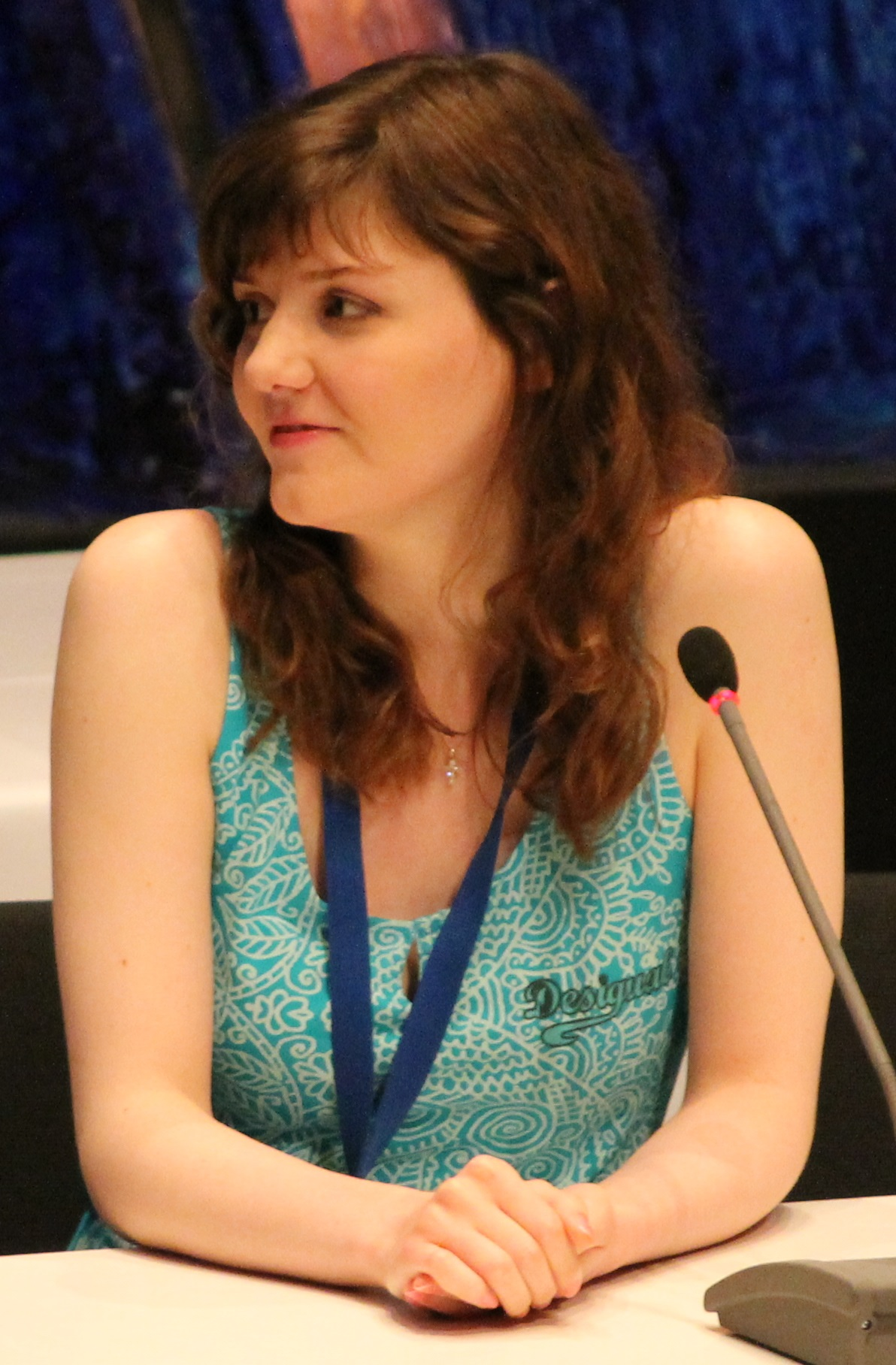
Jennifer Weiß bei der GalaCon 2014

Jennifer Weiß (* 18. Mai 1985 in Mönchengladbach) ist eine deutsche Synchronsprecherin. Ihre Stimme ist vor allem aus My Little Pony – Freundschaft ist Magie bekannt, wo sie Pinkie Pie spricht.

## Leben
Weiß hat im Alter von 19 Jahren mit dem Synchronsprechen angefangen. 2008 nahm sie Unterricht in Bühnenschauspiel und Improvisationstraining bei Bettine Beer. Gleichzeitig trainierte sie Schauspiel und Aktion vor der Kamera bei Jeannette Wagner und Jakob Hüfner. Mikrofonarbeit und Sprecherziehung lernte sie dann 2009 bei Katharina Koschny. 2011 absolvierte sie im Actors Space in Berlin das einjährige Ausbildungsprogramm in Meisner Technik. 2012 bis 2014 machte sie eine Ausbildung in modernem Gesang. In Disneys Doc McStuffins, Spielzeugärztin, My Little Pony – Der Stern der Wünsche und Mama Mirabelle’s Tierkino sowie in Sofia die Erste – Auf einmal Prinzessin Elena von Avalor und Miraculous: Ladybug & Cat Noir – Der Film übernimmt sie den Gesangspart ihrer Rollen selbst. Weiß spricht Japanisch und hat 2017 eine Sprachschule in Tokio besucht.

## Sprechrollen (Auswahl)

### Serien
- 2002: Azumanga Daioh – Yuki Matsuoka als Ayumu Kasuga
- seit 2004: Winx Club – Amber Hood als Desiryee
- 2006: Cold Case – Kein Opfer ist je vergessen – Cameron Goodman als Kate Lange
- 2006: Emergency Room – Die Notaufnahme – Alexa Nikolas als Megan Nesbitt
- 2007: Mama Mirabelles Tierkino – Phillipa Alexander als Karla
- 2008: Elfen Lied – Tomoko Kawakami als Mariko
- 2008–2009: Monster Buster Club als Cathy
- 2009: K-On! – Satomi Satou als Ritsu Tainaka
- 2010: Ghost Whisperer – Stimmen aus dem Jenseits – Zoë Hall als Ruby Grayson
- 2011–2019: My Little Pony – Freundschaft ist Magie – Andrea Libman als Pinkie Pie
- 2012–2020: Doc McStuffins, Spielzeugärztin – Lara J. Miller als Lammie
- 2013–2015: Hund mit Blog – Kayla Maisonet als Lindsay
- 2014: Sword Art Online II – Miyuki Sawashiro als Shino Asada (Sinon)
- 2014: Black Bullet – Yui Ogura als Midori Fuse
- 2014–2015: Die Thundermans – Keely Marshall als Sarah
- 2015: Dragon Ball Z Kai – Naoko Watanabe als Chichi
- 2015–2016: Love, Chunibyo & Other Delusions – Azumi Asakura als Kumin Tsuyuri
- 2016: Alex & Co. – Giulia Guerrini als Rebecca
- 2015–2018: Yu-Gi-Oh! Arc-V – Yuuna Inamura als Zuzu
- seit 2016: Miraculous – Geschichten von Ladybug und Cat Noir – Mela Lee als Tikki
- 2017–2018: Mittendrin und kein Entkommen – Kayla Maisonet als Georgie Diaz
- 2017: Eine Reihe betrüblicher Ereignisse – Kitana Turnbull als Carmelita Spats
- 2018–2019: GO! Sei du selbst – Pilar Pascual als Mia Cáceres
- 2019: Young Sheldon – Isabella Coben als Nell Cavanaugh
- seit 2019: Beastars – Sayumi Watabe als Els
- 2020: DC Super Hero Girls (2019) – Tara Strong als Batgirl
- 2020: Cagaster of an Insect Cage – Kana Hanazawa als Ilie
- 2022: The Maid I Hired Recently Is Mysterious –  Rie Takahashi als Lilith
- 2024: Echo – Devery Jacobs als Bonnie

### Filme
- 2006: My Little Pony: Pony Partyspaß – Janyse Jaud als Pinkie Pie
- 2009: Evangelion: 2.0 You Can (Not) Advance – Maaya Sakamoto als Mari Illustrious Makinami
- 2009: My Little Pony – Der Stern der Wünsche – Janyse Jaud als Pinkie Pie
- 2010: Sammys Abenteuer – als Babyschildkröte
- 2010: Barbie – Modezauber in Paris – Shannon Chan–Kent als Delphine
- 2011: Fullmetal Alchemist – The Sacred Star of Milos – Maaya Sakamoto als Julia Crichton
- 2012: Ralph reichts – Kath Soucie als Adorabeezle Winterpop
- 2012: K–On! – The Movie – Satomi Satou als Ritsu Tainaka
- 2013: Wir sind die Millers – Molly C. Quinn als Melissa
- 2014: Monster High – Licht aus, Grusel an! – Laura Bailey als Honey Swamp
- 2015: Barbie: Eine Prinzessin im Rockstar Camp – Alyssya Swales als Junior Camper #3
- 2017: Sword Art Online – The Movie: Ordinal Scale – Miyuki Sawashiro als Shino Asada (Sinon)
- 2017: Yu-Gi-Oh! The Dark Side of Dimensions – Kana Hanazawa als Sera
- 2017: My Little Pony – Der Film – Andrea Libman als Pinkie Pie
- 2020: Miraculous World: New York, United Heroez – Mela Lee als Tikki
- 2021: Miraculous World: Shanghai, Die Legende von Ladydragon – Mela Lee als Tikki
- 2023: Miraculous: Ladybug & Cat Noir – Der Film – Mela Lee als Tikki
- 2024: Miraculous World Paris: Geschichten von Shadybug und Claw Noir – Mela Lee als Tikki
- 2024: Miraculous World London: Am Rande der Zeit – Mela Lee als Tikki

### Spiele
- Krile in Final Fantasy XIV
- Wave in Mario & Sonic bei den Olympischen Spielen Rio 2016
- Flora Reinhold in Professor Layton und die verlorene Zukunft
- Nilin (jung) in Remember Me
- Sylvia Woods in Inazuma Eleven
- Purah in The Legend of Zelda: Breath of the Wild
- Purah in Hyrule Warriors: Zeit der Verheerung
- Purah in The Legend of Zelda: Tears of the Kingdom
- Blue Moon in Cyberpunk 2077
- Jilly Teacup in Fortnite
- Rin in Assassin’s Creed Shadows[4]